# Irish Open
L'Irish Open è stato un torneo di tennis giocato dal 1879 al 1979 a Dublino in Irlanda su campi in erba. Ha fatto parte del Grand Prix nel 1974. Prima dell'era open era conosciuto come Irish Championships. Era uno dei tornei di tennis più antichi, secondo solo a Wimbledon inaugurato due anni prima.

## Albo d'oro

### Singolare maschile
| Anno         | Vincitore                   | Finalista                | Punteggio                 |
| ------------ | --------------------------- | ------------------------ | ------------------------- |
| 1879         | Vere St. Leger Goold        | Charles David Barry      | 8–6, 8–6                  |
| 1880         | William Renshaw (1)         | Vere St. Leger Goold     | 6–1, 6–4, 6–3             |
| 1881         | William Renshaw (2)         | Herbert Lawford          | 1–6, 6–4, 6–3, 6–1        |
| 1882         | William Renshaw (3)         | Ernest Renshaw           | w/o                       |
| 1883         | Ernest Renshaw (1)          | Herbert Lawford          | 3–6, 6–3, 7–5, 1–6, 6–3   |
| 1884         | Herbert Lawford (1)         | Ernest Renshaw           | 6–1, 6–4, 6–2             |
| 1885         | Herbert Lawford (2)         | Ernest Renshaw           | 4–6, 6–2, 3–6, 6–3, 6–4   |
| 1886         | Herbert Lawford (3)         | Willoughby Hamilton      | 5–7, 6–4, 6–4, 7–5        |
| 1887         | Ernest Renshaw (2)          | Herbert Lawford          | 7–5, 6–2, 9–7             |
| 1888         | Ernest Renshaw (3)          | Willoughby Hamilton      | 6–4, 5–7, 6–4, 3–6, 6–2   |
| 1889         | Willoughby Hamilton         | Ernest Renshaw           | 12–10, 6–1, 6–3           |
| 1890         | Ernest Lewis (1)            | Willoughby Hamilton      | 3–6, 3–6, 9–7, 6–4, 7–5   |
| 1891         | Ernest Lewis (2)            | Joshua Pim               | 6–2, 6–3, 8–6             |
| 1892         | Ernest Renshaw (4)          | Ernest Lewis             | 1–6, 6–4, 6–3, 6–3        |
| 1893         | Joshua Pim (1)              | Ernest Renshaw           | 6–1, 6–4, 6–1             |
| 1894         | Joshua Pim (2)              | Thomas Chaytor           | 3–6, 1–6, 6–2, 6–2, 9–7   |
| 1895         | Joshua Pim (3)              | Wilberforce Eaves        | 6–1, 6–1, 6–3             |
| 1896         | Wilfred Baddeley            | Harold Mahony            | 6–1, 6–2, 3–6, 6–3        |
| 1897         | Wilberforce Eaves           | Wilfred Baddeley         | 1–6, 2–6, 8–6, 6–2, 6–3   |
| 1898         | Harold Mahony               | Wilberforce Eaves        | 6–1, 5–7, 9–7, 8–6        |
| 1899         | Reginald Doherty (1)        | Harold Mahony            | 6–3, 6–4, 5–7, 6–4        |
| 1900         | Reginald Doherty (2)        | Arthur Gore              | 6–4, 7–5, 7–9, 7–9, 6–3   |
| 1901         | Reginald Doherty (3)        | Laurence Doherty         | 6–4, 4–6, r               |
| 1902         | Laurence Doherty            | Sydney Howard Smith      | 6–1, 6–4, 6–1             |
| 1903         | William Drapes              | James Cecil Parke        | 6–0, 3–6, 6–3, 3–6, 6–4   |
| 1904         | James Cecil Parke (1)       | Thomas Douglas Good      | 6–1, 6–2, 6–4             |
| 1905         | James Cecil Parke (2)       | Alexander H. Porter      | 6–3, 6–3, 1–6, 6–3        |
| 1906         | Frank Riseley               | S. Douglas               | 6–2, 6–1, 7–5             |
| 1907         | Josiah Ritchie              | Thomas Douglas Good      | 0–6, 6–3, 6–4, 7–5        |
| 1908         | James Cecil Parke (3)       | Wylie Grant              | 4–6, 6–1, 4–6, 6–3, 6–0   |
| 1909         | James Cecil Parke (4)       | Alfred Beamish           | 6–3, 6–4, 3–6, 2–6, 6–3   |
| 1910         | James Cecil Parke (5)       | Alfred Beamish           | 6–1, 6–3, 8–6             |
| 1911         | James Cecil Parke (6)       | Simon Frederick Scroope  | 6–3, 6–1, 6–1             |
| 1912         | James Cecil Parke (7)       | George Alan Thomas       | 6–2, 6–1, 6–0             |
| 1913         | James Cecil Parke (8)       | George Alan Thomas       | 6–2, 6–4, 6–3             |
| 1914         | Cecil John Tindell Green    | George Alan Thomas       | 7–5, 3–6, 6–3, 6–8, 6–3   |
| 1915– 1918   | Non disputato               | Non disputato            | Non disputato             |
| 1919         | Cecil J. Campbell (1)       | Valentine Miley          | 6–1, 6–3, 6–3             |
| 1920         | Valentine Miley             | George Alan Thomas       | 2–6, 5–7, 6–3, 6–1, 8–6   |
| 1921         | Cecil J. Campbell (2)       |                          |                           |
| 1922         | Non disputato               | Non disputato            | Non disputato             |
| 1923         | George Eric Mackay          | F. Crosbie               | 7–5, 6–0, 6–1             |
| 1924         | Louis Meldon                | Edward McGuire           | 6–1, 6–0, 6–2             |
| 1925         | Charles Frederick Scroope   | Maurice V. Summerson     | 6–3, 6–3, 6–0             |
| 1926         | Pierre Henri Landry         | Maurice V. Summerson     | 6–2, 6–1, 6–3             |
| 1927         | Gordon Crole-Rees           | Pat Hughes               | 6–2, 7–5, 3–6, 6–4        |
| 1928         | George Lyttleton-Rogers (1) | Dudley Pitt              | 5–7, 6–1, 6–8, 6–4, 6–2   |
| 1929         | John Olliff                 | George Lyttleton-Rogers  | 4–6, 6–3, 1–6, 6–2, 6–4   |
| 1930         | Harry Lee                   | Pat Hughes               | 3–6, 1–6, 6–4, 7–5, 6–0   |
| 1931         | Edward McGuire              | Harry F. Cronin          | 6–2, 6–2, 6–3             |
| 1932         | Sidney. B. Wood             | Gregory Mangin           | 3–6, 6–3, 9–11, 6–3, 6–0  |
| 1933         | David Jones                 | Clayton Burwell          | 6–3, 4–6, 6–2, 7–5        |
| 1934         | Camille Malfroy             | George Lyttleton-Rogers  | 6–2, 6–3, 1–6, 1–6, 6–1   |
| 1935         | Alan Stedman                | Camille Malfroy          | 7–5, 6–2, 6–1             |
| 1936         | George Lyttleton-Rogers (2) | Robert Mulliken          | 6–3, 6–2, 6–1             |
| 1937         | George Lyttleton-Rogers (3) | Trevor G. McVeagh        | 6–1, 8–6, 7–5             |
| 1938         | Owen Anderson               | George Lyttleton-Rogers  | 6–3, 7–5, 4–6, 6–3        |
| 1939         | Murray Deloford             | Ghaus Mohammed Khan      | 6–2, 5–7, 6–4, 6–2        |
| 1940– 1945   | Non disputato               | Non disputato            | Non disputato             |
| 1946         | Dinny Pails                 | Cyril A. Kemp            | 6–1, 6–2, 6–3             |
| 1947         | Tony Mottram                | Cyril A. Kemp            | 6–2, 6–4, 6–2             |
| 1948         | Eric Sturgess               | Sumant Misra             | 6–1, 6–2, 3–6, 6–2        |
| 1949         | Nigel Cockburn              | Syd Levy                 | 3–6, 3–6, 6–4, 6–1, 6–3   |
| 1950         | Cyril A. Kemp               | Bryan Rooke              | 6–1, 6–3, 6–3             |
| 1951         | Abe Segal                   | Guy Jackson              | 6–3, 6–4, 6–0             |
| 1952         | Naresh Kumar (1)            | Steve Potts              | 6–1, 6–4, 6–8, 3–6, 6–2   |
| 1953         | Naresh Kumar (2)            | Joe D. Hackett           | 6–1, 3–6, 6–2, 6–0        |
| 1954         | Hugh Stewart (1)            | Mervyn Rose              | 2–6, 6–4, 6–4, 11–13, 6–4 |
| 1955         | Hugh Stewart (2)            | Bob Howe                 | 6–4, 3–6, 6–1, 13–11      |
| 1956         | Budge Patty                 | Hugh Stewart             | 3–6, 6–3, 6–4, 6–3        |
| 1957         | Ashley Cooper               | Jaroslav Drobný          | 6–4, 6–2, 6–3             |
| 1958         | Neale Fraser Mike Davies    | Neale Fraser Mike Davies | Titolo condiviso          |
| 1959         | Jack Frost                  | Jon Douglas              | 8–6, 11–9                 |
| 1960         | Dennis Ralston              | Martin Mulligan          | 6–3, 6–4, 7–5             |
| 1961         | William E. Bond             | Frank Froehling          | 6–4, 6–4, 5–7, 11–9       |
| 1962         | Rod Laver                   | Bobby Wilson             | walkover                  |
| 1963         | Bobby Wilson (1)            | Billy Knight             | 6–3, 6–0, 6–3             |
| 1964         | Bobby Wilson (2)            | Roger Werksman           | 6–2, 6–2, 4–6, 6–2        |
| 1965         | Tony Roche (1)              | Mike Sangster            | 11–9, 13–11               |
| 1966         | Jerry Cromwell              | Graham Stilwell          | 7–9, 6–4, 6–4             |
| 1967         | Keith Wooldridge            | Peter Mockler            | 6–3, 3–6, 6–0             |
| 1968         | Tom Okker                   | Lew Hoad                 | 6–1, 6–2                  |
| ↓ Era Open ↓ |                             |                          |                           |
| 1969         | Bob Hewitt (1)              | Nikola Pilić             | 6–3, 6–2                  |
| 1970         | Tony Roche (2)              | Rod Laver                | 6–3, 6–1                  |
| 1971         | Cliff Drysdale              | Clark Graebner           | 10–8, 6–3                 |
| 1972         | Bob Hewitt (2)              | Frew McMillan            | 6–1, 6–2                  |
| 1973         | Mark Cox                    | John Yuill               | 7–5, 3–6, 11–9            |
| 1974         | Sherwood Stewart            | Colin Dowdeswell         | 6–3, 9–8                  |
| 1975         | Alvin Gardiner              | Anthony Fawcett          | 9–7, 6–3                  |
| 1976– 1977   | Non disputato               | Non disputato            | Non disputato             |
| 1978         | Robert Carmichael           | Sean Sorensen            | 6–3, 6–2                  |
| 1979         | Paul Kronk                  | Sean Sorensen            | 7–6, 6–4                  |
| 1980– 2007   | Non disputato               | Non disputato            | Non disputato             |
| 2008         | Michel Koning               | Colin O'Brien            | 6–3, 7–5                  |
| 2009         | Alexander Sadecky           | Barry King               | 4–6, 6–2, 6–1             |
| 2010         | Daniel Cox (1)              | Andrea Falgheri          | 6–1, 3–6, 6–3             |
| 2011         | James McGee                 | Charles-Antoine Brézac   | 6–3, 6–3                  |
| 2012         | Josh Goodall                | Michael Look             | 7–6(6), 6–4               |
| 2013         | Daniel Cox (2)              | Albano Olivetti          | 6–3, 6–3                  |

### Singolare femminile
| Anno       | Vincitrice                   | Finalista                | Punteggio       |
| ---------- | ---------------------------- | ------------------------ | --------------- |
| 1879       | May Langrishe (1)            | D. Meldon                | 6–2, 0–6, 8–6   |
| 1880       | D. Meldon                    | Connie Butler            | 6–1, 6–1        |
| 1881       | Non disputato                | Non disputato            | Non disputato   |
| 1882       | Mary Abercrombie             | Marian Bradley           | 6–4, 6–1        |
| 1883       | May Langrishe (2)            | Beatrice Langrishe       | 6–0, 6–1        |
| 1884       | Maud Watson (1)              | May Langrishe            | 6–3, 6–2, 6–2   |
| 1885       | Maud Watson (2)              | Louisa Martin            | 6–2, 4–6, 6–3   |
| 1886       | May Langrishe (3)            | Louisa Martin            | 6–3, 6–4        |
| 1887       | Lottie Dod                   | Maud Watson              | 6–4, 6–3        |
| 1888       | Blanche Bingley Hillyard (1) | Bertha Steedman          | 7–5, 6–2        |
| 1889       | Louisa Martin (1)            | Blanche Bingley Hillyard | 7–5, 6–0        |
| 1890       | Louisa Martin (2)            | Lena Rice                | 9–7, 6–4        |
| 1891       | Louisa Martin (3)            | Florence Stanuell        | 6–2, 5–7, 6–0   |
| 1892       | Louisa Martin (4)            | G. Crofton               | 6–1, 6–0        |
| 1893       | Florence Stanuell            | Miss Pope                | 6–2, 6–3        |
| 1894       | Blanche Bingley Hillyard (2) | Miss Shaw                | 6–3, 6–2        |
| 1895       | Charlotte Cooper (1)         | Lottie Paterson          | 6–4, 6–4        |
| 1896       | Louisa Martin (5)            | Charlotte Cooper         | 6–0, 3–6, 6–2   |
| 1897       | Blanche Bingley Hillyard (3) | Ruth Dyas Durlacher      | 7–5, 2–6, 6–3   |
| 1898       | Charlotte Cooper (2)         | Louisa Martin            | 6–4, 9–7        |
| 1899       | Louisa Martin (6)            | Ruth Dyas Durlacher      | 6–1, 6–2        |
| 1900       | Louisa Martin (7)            | Charlotte Cooper         | 2–6, 6–1, 6–2   |
| 1901       | Muriel Robb                  | Ruth Dyas Durlacher      | 9–7, 6–1        |
| 1902       | Louisa Martin (8)            | Ruth Dyas Durlacher      | 6–8, 6–4, 7–5   |
| 1903       | Louisa Martin (9)            | Maude Garfit             | 6–2, 4–6, 6–1   |
| 1904       | Winifred Longhurst (1)       | Ellen Stawell-Brown      | 6–3, 6–3        |
| 1905       | Winifred Longhurst (2)       | Mrs. A.H.C. Barker       | 6–1, 6–0        |
| 1906       | Winifred Longhurst (3)       | Mabel Parton             | 6–1, 6–1        |
| 1907       | Maude Garfit (1)             | Hilda Lane               | 6–2, 6–2        |
| 1908       | Maude Garfit (2)             | Edith Boucher            | 6–4, 6–2        |
| 1909       | Maude Garfit (3)             | Agnes Tuckey             | 9–7, 9–7        |
| 1910       | Bertha Holder                | Miss Hazlett             | 6–3, 2–6, 6–3   |
| 1911       | Mrs D.R. Barry (1)           | Bertha Holder            | 6–3, 1–6, 6–4   |
| 1912       | Ethel Thomson Larcombe       | Mrs. Norton-Barry        | 6–4, 6–1        |
| 1913       | Mrs D.R. Norton-Barry (2)    | I. Clarke                | 6–2, 7–5        |
| 1914       | I. Clarke                    | Winifred Longhurst       | 9–11, 6–2, 6–4  |
| 1915– 18   | Non disputato                | Non disputato            | Non disputato   |
| 1919       | Elizabeth Ryan (1)           | Janet Jackson            | 6–0, 6–1        |
| 1920       | Elizabeth Ryan (2)           | Geraldine Beamish        | 6–1, 6–2        |
| 1921       | Elizabeth Ryan (3)           | Miss H. Wallis           | 6–2, 6–4        |
| 1922       | Non disputato                | Non disputato            | Non disputato   |
| 1923       | Elizabeth Ryan (4)           | Joanna Davidson          | 7–5, 4–6, 12–10 |
| 1924       | Miss H. Wallis (1)           | Price                    | 6–3, 6–4        |
| 1925       | Esna Boyd Robertson          | Daphne Akhurst Cozens    | 9–7, 6–1        |
| 1926       | Miss H. Wallis (2)           | Price                    | 6–4, 6–0        |
| 1927       | Phoebe Holcroft Watson       | Elsie Goldsack Pittman   | 6–2, 6–2        |
| 1928       | Mrs. Blair White (1)         | Miss H. Wallis           | 6–1, 1–6, 8–6   |
| 1929       | Bobby Heine                  | Billie TapSCOtt          | 3–6, 6–3, 6–2   |
| 1930       | Miss H. Wallis (3)           | M. French                | 6–2, 6–2        |
| 1931       | Mrs. Blair White (2)         | Norma Stoker             | 6–4, 6–3        |
| 1932       | Jadwiga Jędrzejowska         | Vera Montgomery          | 6–4, 6–2        |
| 1933       | Miss H. Wallis (4)           | Norma Stoker             | 6–4, 6–3        |
| 1934       | Hilde Krahwinkel Sperling    | Joan Hartigan Bathurst   | 6–3, 6–1        |
| 1935       | Sheila Chuter                | Cristobel Wheatcroft     | 3–6, 6–3, 6–1   |
| 1936       | Anita Lizana                 | Nancy Dickin             | 6–3, 6–3        |
| 1937       | Rita Jarvis                  | Scott                    | 6–4, 6–1        |
| 1938       | Helen Wills Moody            | Rita Jarvis              | 6–4, 6–2        |
| 1939       | Alice Marble                 | Susan Noel Powell        | 6–2, 6–4        |
| 1940– 1945 | Non disputato                | Non disputato            | Non disputato   |
| 1946       | Louise Brough Clapp          | Doris Hart               | 6–2, 7–5        |
| 1947       | Jean Nicholl Bostock         | Betty Lombard            | 3–6, 6–4, 6–1   |
| 1948       | Sheila Piercey Summers       | Mary Muller              | 9–7, 6–1        |
| 1949       | Thelma Coyne Long            | Shirley Fry Irvin        | 6–1, 4–6, 9–7   |
| 1950       | Mary Terán de Weiss          |                          |                 |
| 1951       | Betty Lombard                | McGuire                  | 6–2, 6–3        |
| 1952       | Maureen Connolly Brinker (1) | Jean Walker-Smith        | 6–1, 6–1        |
| 1953       | Angela Mortimer              | Shirley Bloomer Brasher  | 6–4, 0–6, 11–9  |
| 1954       | Maureen Connolly Brinker (2) | Ginette Jucker Bucaille  | 6–2, 6–1        |
| 1955       | Beverly Baker Fleitz         | Darlene Hard             | 6–2, 6–2        |
| 1956       | Shirley Bloomer Brasher      | Dorothy Head Knode       | 8–6, 6–2        |
| 1957       | Sandra Reynolds Price        | Sheila Armstrong         | 4–6, 6–4, 6–0   |
| 1958       | Dorothy Head Knode (1)       | Shirley Bloomer Brasher  | 4–6, 7–5, 7–5   |
| 1959       | Renee Schuurman Haygarth     | Sandra Reynolds Price    | 6–1, 3–6, 6–3   |
| 1960       | Dorothy Head Knode (2)       | Ruia Morrison            | 6–4, 6–2        |
| 1961       | Ann Haydon Jones             | Kathy Chabot             | 6–0, 6–3        |
| 1962       | Madonna Schacht              | Judy Alvarez             | 6–0, 6–3        |
| 1963       | Billie Jean King (1)         | Carole Caldwell Graebner | 6–4, 6–3        |
| 1964       | Maria Bueno (1)              | Věra Pužejová Suková     | 6–0, 6–1        |
| 1965       | Maria Bueno (2)              | Christine Truman Janes   | 10–8, 6–4       |
| 1966       | Margaret Court (1)           | Kathleen Harter          | 6–2, 6–1        |
| 1967       | Alex Soady                   | Miss Allen               | 6–3, 6–2        |
| 1968       | Margaret Court (2)           | Ann Haydon Jones         | 6–3, 6–1        |
| 1969       | Billie Jean King (2)         | Virginia Wade            | 6–2, 6–2        |
| 1970       | Virginia Wade                | Valerie Ziegenfuss       | 6–3, 6–3        |
| 1971       | Margaret Court (3)           | Evonne Goolagong Cawley  | 6–3, 2–6, 6–3   |
| 1972       | Evonne Goolagong Cawley      | Pat Walkden Pretorius    | 2–6, 6–1, 6–2   |
| 1973       | Margaret Court (4)           | Virginia Wade            | 6–2, 6–4        |
| 1974       | Gail Sherriff                | Raquel Giscafré          | 6–4, 6–1        |
| 1975       | Sue Mappin (1)               | Lesley Charles           | 6–8, 6–4, 7–5   |
| 1976       | Sue Mappin (2)               | Tanya Harford            | 6–4, 6–0        |
| 1977       | Mary Sawyer (1)              | Maria Bueno              | 2–6, 6–3, 6–1   |
| 1978       | Mary Sawyer (2)              | Pam Whytcross            | 6–4, 6–4        |
| 1979       | Pam Whytcross (1)            | Cathy Drury              | 6–2, 6–4        |
| 1980       | Pam Whytcross (2)            | Nerida Gregory           | 6–1, 6–4        |
| 1981       | Debbie Jevans                | Sue Saliba               | 0–6, 6–1, 6–4   |
| 1982       | Diane Desfor                 | Lea Antonoplis           | 6–1, 3–6, 6–2   |
| 1983       | Kate Latham                  | D Freeman                | 4–6, 6–2, 6–3   |

### Doppio maschile
| Anno       | Vincitori                                            | Finalisti                                    | Punteggio                    |
| ---------- | ---------------------------------------------------- | -------------------------------------------- | ---------------------------- |
| 1879       | J. Elliot H. Kellie                                  |                                              |                              |
| 1880       | William Renshaw (1) Ernest Renshaw (1)               | Herbert Lawford A. J. Mulholland             | 5–7, 6–3, 6–8, 6–2, 6–2.     |
| 1881       | William Renshaw (2) Ernest Renshaw (2)               | Arthur J. de Courcy Wilson Henry Hugh Wilson | squalificati                 |
| 1882       | Ernest Browne Peter Aungier                          | William Renshaw (2) Ernest Renshaw           | 6–4, 4–6, 6–3, 4–6, 8–6.     |
| 1883       | William Renshaw (3) Ernest Renshaw (3)               | Peter Aungier Ernest Browne                  | 6–3, 6–0, 10–8.              |
| 1884       | William Renshaw (4) Ernest Renshaw (4)               | Ernest Lewis Edward Lake Williams            | 7–5, 6–4, 6–3.               |
| 1885       | William Renshaw (5) Ernest Renshaw (5)               | Ernest Browne Eyre Chatterton                | 6–4, 6–3, 4–6, 6–2.          |
| 1886       | Willoughby Hamilton (1) Herbert Knox McKay           | Eyre Chatterton James Dwight                 | 4–6, 6–2, 3–6, 6–4, 6–1.     |
| 1887       | Willoughby Hamilton (2) Tom S. Campion (1)           | Patrick Bowes-Lyon Herbert Wilberforce       | 6–3, 6–2, 4–6, 6–3.          |
| 1888       | Willoughby Hamilton (3) Tom S. Campion (2)           | Hugh Montgomery Cairnes Cameron Dean-Shute   | 6–3, 9–7, 7–5.               |
| 1889       | Ernest Lewis (1) George Hillyard                     | Maxwell J. Carpendale Harold S. Stone        | 6–2, 3–6, 6–2, 6–3.          |
| 1890       | Joshua Pim (1) Frank Stoker (1)                      |                                              |                              |
| 1891       | Joshua Pim (2) Frank Stoker (2)                      |                                              |                              |
| 1892       | Ernest Lewis (2) Ernest Meers                        |                                              |                              |
| 1893       | Joshua Pim (3) Frank Stoker (3)                      | Ernest Lewis Ernest Meers                    |                              |
| 1894       | Joshua Pim (4) Frank Stoker (4)                      |                                              |                              |
| 1895       | Joshua Pim (5) Frank Stoker (5)                      |                                              |                              |
| 1896       | Wilfred Baddeley (1) Herbert Baddeley (1)            |                                              |                              |
| 1897       | Wilfred Baddeley (2) Herbert Baddeley (2)            |                                              |                              |
| 1898       | Reginald Doherty (1) Laurence Doherty (1)            | Herbert Baddeley Wilfred Baddeley            | walkover                     |
| 1899       | Reginald Doherty (2) Laurence Doherty (2)            |                                              |                              |
| 1900       | Reginald Doherty (3) Laurence Doherty (3)            |                                              |                              |
| 1901       | Reginald Doherty (4) Laurence Doherty (4)            |                                              |                              |
| 1902       | Reginald Doherty (5) Laurence Doherty (5)            |                                              |                              |
| 1903– 1906 | Informazione non disponibile                         | Informazione non disponibile                 | Informazione non disponibile |
| 1907       | Herbert Newcombe Craig Thomas Douglas Good           | James Cecil Parke John Frederick Stokes      | 8–6, 6–8, 9–7, 6–4.          |
| 1908       | Alfred Beamish Charles F. Scroope                    | Herbert Newcombe Craig Thomas Douglas Good   | 3–6, 6–4, 7–5, 6–3.          |
| 1909– 1919 | Informazione non disponibile                         | Informazione non disponibile                 | Informazione non disponibile |
| 1920       | John F. O'Connell Miley Valentine W. O'Connell Miley | Edward D'Arcy McCrea John Frederick Stokes   | 6–0, 6–1, 6–4.               |
| 1921– 1973 | Informazione non disponibile                         | Informazione non disponibile                 | Informazione non disponibile |
| 1974       | Colin Dowdeswell John Yuill                          | Lito Álvarez Jorge Andrew                    | 6–3, 6–2                     |
| 1975– 2007 | Informazione non disponibile                         | Informazione non disponibile                 | Informazione non disponibile |
| 2008       | Brad Pomeroy Ludovic Walter                          | Harsh Mankad Ashutosh Singh                  | 7–6(4), 6–4                  |
| 2009       | Charles-Antoine Brézac Vincent Stouff                | Eoin Heavey Fiachra Lennon                   | 2–6, 6–3, [10–8]             |
| 2010       | James Cluskey Colin O'Brien (1)                      | Colin Ebelthite Barry King                   | 6–2, 7–6(1)                  |
| 2011       | Albano Olivetti (1) Neal Skupski                     | James Cluskey James McGee                    | 7–6(4), 6–3                  |
| 2012       | Albano Olivetti (2) Elie Rousset                     | James McGee Jaime Pulgar-Garcia              | 6–3, 6–4                     |
| 2013       | John Morrissey Colin O'Brien (2)                     | Marcus Daniell Richard Gabb                  | 6–4, 6(1)–7, [10–7]          |

### Doppio femminile
| Anno         | Vincitrici                              | Finaliste                               | Punteggio                    |
| ------------ | --------------------------------------- | --------------------------------------- | ---------------------------- |
| 1884         | Beatrice Langrishe May Langrishe        |                                         |                              |
| 1885         | Lilian Watson Maud Watson               |                                         |                              |
| 1886         | Miss Butler Mollie Martin (1)           |                                         |                              |
| 1887         | Mollie Martin (2) Miss Stanuell (1)     |                                         |                              |
| 1888         | Mary Steedman Bertha Steedman (1)       |                                         |                              |
| 1889         | Mollie Martin (3) Miss Stanuell (2)     |                                         |                              |
| 1890         | Mollie Martin (4) Miss Stanuell (3)     |                                         |                              |
| 1891         | Mollie Martin (5) Miss Stanuell (4)     |                                         |                              |
| 1892         | Lottie Dod Bertha Steedman (2)          |                                         |                              |
| 1893         | Jane Corder Winifred Shaw               |                                         |                              |
| 1894         | Blanche Bingley Miss Snook              |                                         |                              |
| 1895         | Miss Cooper (1)? Charlotte Cooper (1)   |                                         |                              |
| 1896         | Alice Pickering Ruth Durlacher (1)      |                                         |                              |
| 1897         | Blanche Bingley Charlotte Cooper (2)    |                                         |                              |
| 1898         | Mollie Martin (6) Ruth Durlacher (2)    |                                         |                              |
| 1899         | Ruth Durlacher (3) Mollie Martin (7)    |                                         |                              |
| 1900         | Charlotte Cooper (3) Ms. E. Cooper (2)? |                                         |                              |
| 1901         | Ruth Durlacher (3) Mollie Martin (8)    |                                         |                              |
| 1902         | Ruth Durlacher (4) Miss Hazlett         |                                         |                              |
| 1903– 1924   | Informazione non disponibile            | Informazione non disponibile            | Informazione non disponibile |
| 1925         | Esna Boyd Floris E. S. St. George       | Sylvia Lance Harper Daphne Akhurst      | 8–6, 6–4                     |
| 1926– 1970   | Informazione non disponibile            | Informazione non disponibile            | Informazione non disponibile |
| ↓ Open era ↓ |                                         |                                         |                              |
| 1971         | Lesley Turner Bowrey Betty Stöve        | Margaret Court Evonne Goolagong Cawley  | 7–5, 6–1                     |
| 1972         | Brenda Kirk Pat Walkden                 | Evonne Goolagong Cawley Karen Krantzcke | 6–3, 8–10, 6–2               |
| 1973         | Margaret Court Virginia Wade            | Helen Gourlay Cawley Karen Krantzcke    | 8–6, 3–6, 6–4                |